# ロンコンコマ支線
ロンコンコマ支線（英: Ronkonkoma Branch）は、ロングアイランド鉄道（LIRR）本線の内、ニューヨーク州ナッソー郡のヒックスヴィル駅から同サフォーク郡のグリーンポート駅までの区間に付けられた愛称である。東側のロンコンコマ駅～グリーンポート駅はグリーンポート支線（Greenport Branch）とも呼ばれる。
途中のロンコンコマを境に運転系統が分かれており、西側のヒックスヴィル～ロンコンコマ間はニューヨーク市のペンシルベニア駅（NYP駅）まで24時間運行を行っているが、東側は非電化区間で西側と比べると本数が少なく、土日については夏と秋のみの季節営業となっている。

## 運行形態

### ヒックスヴィル～ロンコンコマ

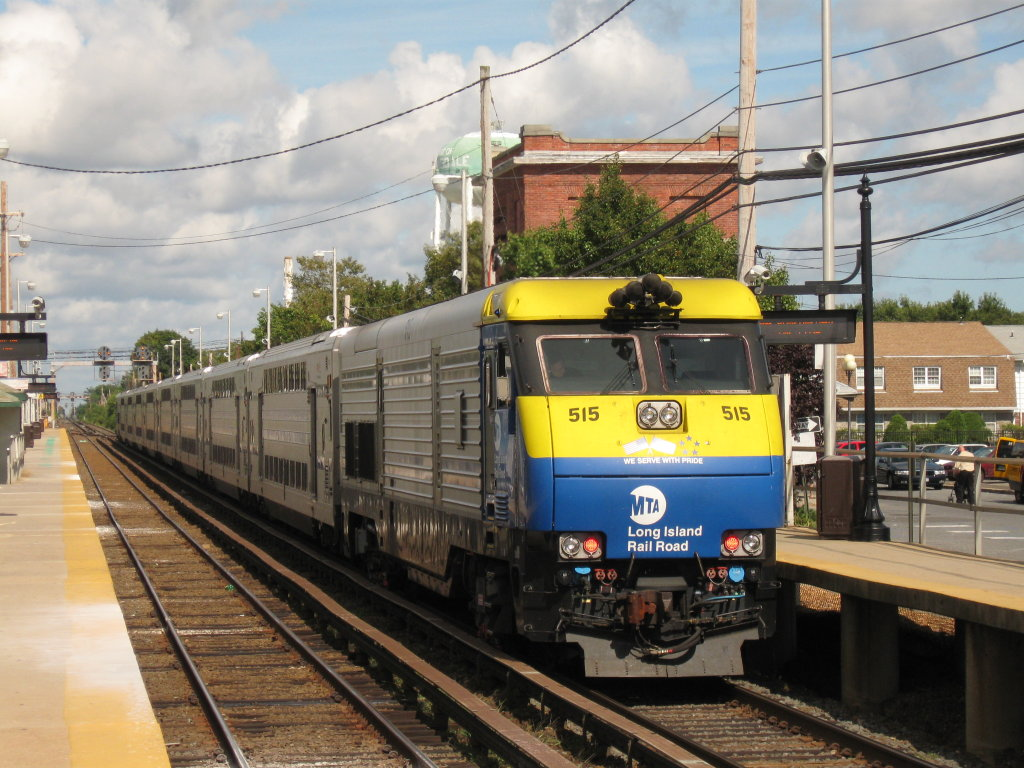
建設工事のためディーゼル機関車を使用している第8054列車（ファーミングデールにて）

全便がロンコンコマ～NYP間（81.0km）の直通運転で、ロンコンコマ発は終日毎時1～2本運行されている。2017年1月時点の最短所要時間は、急行で66分である。
この区間は1987年12月に電化され 、同区間の全便が電車による運行となると同時に、NYP駅への直通運転も開始された。ラッシュ時のロンコンコマ～NYP間の所要時間は、電化前は乗り継ぎを含めて97分であったが、電化後は直通列車で71分となった。 電化には約1億6850万ドルの費用が投じられたが、LIRRが電化直後の1988年4月に行った調査では、同月中の利用者の内42%が並行するポート・ジェファーソン支線およびモントーク支線からの移転利用者という結果が出た。また、LIRRの路線をそれまで使ったことがなかった者が4%、一度LIRRを使うのをやめたが再び使うようになった者が2%いた。同年9月までには2000人以上が新たにロンコンコマ支線を利用するようになったが、その大半は電化直後から既にロンコンコマ支線を使い始めていたといい、LIRRの予想を遙かに上回るペースで利用移転が進んでいたことになる。電化に合わせてロンコンコマ駅の駐車場の拡張も行われたが、前述の利用者急増からすぐに容量不足となり、二重駐車や破壊行為が相次いだ。利用者から長期に渡り不満の声が出ていたが、2015年の拡張により1038台収容の駐車場となった。
なお、電化開業以前から単線であるファーミングデール～ロンコンコマについてはMTAにより複線化する計画があるが、資金面で実現には至っていない。

### グリーンポート支線
東端部にあたるロンコンコマ～グリーンポートの73.7kmは非電化で、電気式ディーゼル機関車によるプッシュプル方式で運行されている。また、LIRR管内では数少ない時刻表運行方式を行っている区間で、ロンコンコマ以東には信号機が一切設置されていない。朝の下り1便を除く全便がロンコンコマでNYP発着便との接続を行う。
平日の運行状況は以下の通り。
- ロンコンコマ～グリーンポート - 2.5往復（ロンコンコマ行き2便、グリーンポート行き3便）
- ロンコンコマ～リバーヘッド - 1.5往復（ロンコンコマ行き2便、リバーヘッド行き1便）
- ロンコンコマ発ヤップハンク行 - 1便
- ディアーパーク発リバーヘッド行 - 1便

ロンコンコマを跨いで運行されるのはディアーパーク発リバーヘッド行きの便のみであるが、サフォーク郡裁判所へ行く陪審員向けに運行されていることから、「陪審列車（Jury Duty Special）」とも呼ばれる。この便は朝の時間に設定され、ナッソー郡やニューヨーク市から来る列車とも一切の接続を受けていないことから、実質サフォーク郡民のみが利用できる。ヒックスヴィルではなくディアーパーク始発となっているのは、単線で朝ラッシュ時の線路容量に制約があることが理由に挙げられる。
アメリカの夏期休暇期間にあたる5月から11月末まではロンコンコマ～グリーンポート便が2往復運転されるのみとなる（2016年時点）。
LIRRは現状最低限の運行に留まるグリーンポート支線について廃止を示唆しており、2010年にMTAの財政問題が起きた際は更なる現実味を帯びる。夏期休暇の週末を除き全ての運行を取りやめるという案まで浮上したが、最終的に平日の運行はそのままとし、週末は減便、また休暇中（追悼記念日～コロンブス・デーの間）は週末のみ運行とすることになった。2013年には休暇ダイヤ期間が5月から11月末に延長された。 2016年7月25日には、2016年中の週末ダイヤを2010年以前のものに戻すことがLIRRにより発表された。
ロンコンコマ以東の旅客輸送は縮小傾向にあるが、運行施設そのものに関しては強化される傾向にある。2015年、MTAはロンコンコマ～ヤップバンク間の16kmについて、信号及び保安装置（ASC）を導入に2900万ドルを投じる予算案を作成した。更に、今後20年の需要分析に基づき、MTAは需要が見込めるとして、ロンコンコマ～ヤップバンク（～リバーヘッド）の電化およびロンコンコマ～ヤップバンクの複線化を計画しているが、費用が高額になるとして構想段階に留まっている。また、ロンコンコマ以東の電化が実現された場合、単行運転に対応した駅施設の改修が実施されるとみられる。

## セントラル支線
LIRRの路線図には、ベスページ駅からモントーク支線のバビロン駅西側までを結ぶセントラル支線もロンコンコマ支線と同じ紫色で表記されているものがある。中央支線に駅はなく、主にジャマイカ～バビロン間の急行列車が使用するが、セントラル支線経由の列車はロンコンコマ支線ではなくモントーク支線やバビロン支線の時刻表にのみ掲載される。ただし、セントラル支線経由でもミネオラおよびヒックスヴィルに停車する便に関してはロンコンコマ支線の時刻表にも掲載される。

## 駅一覧
- ■ ロンコンコマ支線
  - （NYP駅より） - ヒックスヴィル - ファーミングデール - パインローン - ワイヤンダンチ - ディアーパーク - ブレントウッド - セントラル・アイスリップ - ロンコンコマ - メドフォード - ヤップハンク - リバーヘッド - マッティタック - サウソールド - グリーンポート

| 区界                        | 駅名                             | 駅名                   | 距離 mi(km) NYP駅より  | 開業年                                                             | 廃止年                                                         | 接続路線 / 備考 |
| --------------------------- | -------------------------------- | ---------------------- | ---------------------- | ------------------------------------------------------------------ | -------------------------------------------------------------- | --- |
| 1                           | シティターミナルゾーン           | シティターミナルゾーン | シティターミナルゾーン | シティターミナルゾーン                                             | シティターミナルゾーン                                         | シティターミナルゾーン |
| 3                           | ジャマイカ                       | ジャマイカ             | 10.8 (17.4)            | 1836                                                               |                                                                | LIRR; アトランティック支線、ベルモント・パーク支線、ファー・ロカウェイ支線、ヘンプステッド支線、ロングビーチ支線、モントーク支線、オイスターベイ支線、ポート・ジェファーソン支線、西ヘンプステッド支線 ニューヨーク市地下鉄: エアトレインJFK: ジャマイカ駅ルート |
| ↑クイーンズ区 / ナッソー郡↓ |                                  |                        |                        |                                                                    |                                                                | |
| 4                           | ミネオラ                         | ミネオラ               | 20.3 (32.3)            | 1837                                                               |                                                                | LIRR: モントーク支線、オイスターベイ支線、ポート・ジェファーソン支線開業当時はヘンプステッド駅、その後ヘンプステッド支線駅に改称 |
| 7                           |                                  | ヒックスヴィル         | 26.6 (42.8)            | 1837                                                               |                                                                | LIRR: モントーク支線、ポート・ジェファーソン支線 |
| 7                           | ポート・ジェファーソン支線分岐   |                        |                        |                                                                    |                                                                | |
| 7                           | グラマン                         | 28.5 (45.9)            | 1942                   | 1985                                                               |                                                                | |
| 7                           | ベスページ                       | 29.7 (47.8)            | 1854                   |                                                                    | 開業当時はエルサレム駅、その後セントラルパーク駅に改称         | |
| 7                           | ベスページ分岐点                 |                        | 1873                   |                                                                    |                                                                | |
| 7                           | セントラル支線分岐               |                        |                        |                                                                    |                                                                | |
| 7                           | ファーミングデール               | 32.0 (51.5)            | 1841                   |                                                                    |                                                                | |
| ↑ナッソー郡 / サフォーク郡↓ |                                  |                        |                        |                                                                    |                                                                | |
| 9                           |                                  |                        |                        |                                                                    |                                                                | |
| リパブリック駅              | 33.0 (53.1)                      | 1940                   | 1987                   |                                                                    |                                                                | |
| パインローン                | 34.2 (55.0)                      | 1890                   |                        | 開業当時はメルヴィル駅                                             |                                                                | |
| ワイヤンダンチ              | 36.5 (58.7)                      | 1875                   |                        | 開業当時はウェスト・ディアーパーク駅、その後ワイヤンダンス駅に改称 |                                                                | |
| エッジウッド                |                                  | 1892                   | 1914                   |                                                                    |                                                                | |
| ディアーパーク              | 40.2 (64.9)                      | 1842                   |                        |                                                                    |                                                                | |
| 州立ピルグリム病院          |                                  |                        | 1978                   |                                                                    |                                                                | |
| トンプソン                  | 42.2 (67.9)                      | 1842                   | 1869                   |                                                                    |                                                                | |
| パインエール                |                                  | 1915                   | 1986                   |                                                                    |                                                                | |
| 10                          | ブレントウッド                   | 42.9 (69.0)            | 1870                   |                                                                    | 開業当時はモダン・タイムス駅                                   | |
| 10                          | サフォーク                       | 44.7 (71.9)            | 1842                   | 1873                                                               |                                                                | |
| 10                          | セントラル・アイスリップ         | 45.4 (73.1)            | 1873                   |                                                                    |                                                                | |
| 10                          | 州立セントラル・アイスリップ病院 |                        |                        |                                                                    |                                                                | |
| 10                          | ニコルズ・ロード                 |                        |                        |                                                                    |                                                                | |
| 10                          | レイクランド                     | 50.2 (80.8)            | 1843                   | 1883                                                               | 開業当時はレイク・ロード駅                                     | |
| 10                          | ロンコンコマ                     | 50.3 (81.0)            | 1883                   |                                                                    | 電化区間ここまで。開業当時はロンコンコマ湖駅。                 | |
| 10                          | ヘルマンヴィル                   | 50.6 (81.4)            | 1850                   |                                                                    |                                                                | |
| 10                          | ホルブルック                     | 51.6 (83.0)            | 1907                   | 1962                                                               |                                                                | |
| 10                          | ホルツヴィル                     | 54.2 (87.2)            | 1843                   | 1998                                                               | 開業当時はウェイヴァリー駅                                     | |
| 10                          | メドフォード                     | 55.9 (89.0)            | 1844                   |                                                                    |                                                                | |
| 10                          | バートレッツ                     | 58.7 (94.5)            | 1844                   |                                                                    | 開業当時はベルポート駅                                         | |
| 10                          | ファイア・プレイス               |                        | 1844                   | 1845                                                               |                                                                | |
| 12                          | ヤップハンク                     | 60.4 (97.2)            | 1844                   |                                                                    | 開業当時はミルヴィル駅                                         | |
| 12                          | カルマンズ・リバー               |                        | 1844                   | 1845                                                               |                                                                | |
| 12                          | アップトン・ロード               |                        | 1918                   | 1922                                                               |                                                                | |
| 12                          | キャンプ・アップトン             |                        | 1917                   | 1922                                                               |                                                                | |
| 12                          | ワムミシック                     | 65.1 (104.6)           | 1847–1848              |                                                                    |                                                                | |
| 12                          | マナーヴィル                     | 67.0 (107.8)           | 1844                   | c. 1968                                                            | 開業当時はセント・ジョージ・マナー駅、その後マナー駅           | |
| 12                          | マナーヴィル支線（廃止）分岐     |                        |                        |                                                                    |                                                                | |
| 12                          | カルバートン                     | 71.1 (114.4)           | 18521880               | 18581958                                                           | 開業当時はハルス・ターンアウト駅、その後ベイティング・ホロー駅 | |
| 14                          | リバーヘッド                     | 75.1 (120.9)           | 1844                   |                                                                    |                                                                | |
| 14                          | アケボーグ                       |                        | 1892                   | 1967                                                               |                                                                | |
| 14                          | ジェームスポート                 | 80.2 (129.1)           | 1844                   | 1985                                                               |                                                                | |
| 14                          | ローレル                         | 81.7 (131.5)           | 1901                   | 1967                                                               |                                                                | |
| 14                          | マッティタック                   | 84.2 (135.5)           | 1845                   |                                                                    |                                                                | |
| 14                          | カチョーグ                       | 87.2 (140.3)           | 1844                   | 1962                                                               |                                                                | |
| 14                          | ペコニック                       | 90.2 (145.2)           | 1844                   | c. 1970                                                            | 開業当時はハーミテージ駅                                       | |
| 14                          | サウソールド                     | 91.9 (147.9)           | 1844                   |                                                                    |                                                                | |
| 14                          | グリーンポート                   | 96.1 (154.7)           | 1844                   |                                                                    | ノースフェリー シェルター島行き                                | |